# مارك والتون
مارك والتون (بالإنجليزية: Mark Walton)‏ (1 يونيو 1969 في المملكة المتحدة - ) هو لاعب كرة قدم ويلزي في مركز حراسة المرمى. شارك مع منتخب ويلز تحت 21 سنة لكرة القدم. أما مع النوادي، فقد لعب مع برايتون أند هوف ألبيون وبولتون واندررز ودندي يونايتد وكارديف سيتي وكولتشستر يونايتد ونادي باري تاون يونايتد ونادي ريكسهام ونادي غيلينغهام ونادي فولهام ونادي لوتون تاون ونورويتش سيتي ونادي ميرثير تيدفيل ‏ وWroxham F.C. ‏ وBentleigh Greens SC ‏ وFakenham Town F.C. ‏.

## وصلات خارجية
- مارك والتون على موقع قاعدة بيانات كرة القدم.إي يو (الإنجليزية)
- مارك والتون على موقع Soccerbase.com (لاعب) (الإنجليزية)